# Priscilla Hernández
Priscilla Hernández est une chanteuse, compositrice et illustratrice fantasy espagnole. Elle est née aux Îles Canaries mais vit actuellement à Barcelone. Artiste indépendante, elle a commencé à dessiner et composer dès son enfance. Elle possède sa propre maison d'édition, Yidneth.

## Biographie
Priscilla Hernández est une illustratrice de contes de fées et de bandes dessinées, en parallèle avec son début de carrière dans la chanson et la composition. Elle a étudié la biologie moléculaire avant de se consacrer à son art. Son premier morceau "I steal the leaves" a été disponible sur internet en 2002 (ainsi que plusieurs autres chansons) et avait alors connu un certain succès.
En 2006, elle auto-produit son premier album Ancient Shadows comprenant les chansons déjà entendues et de nouvelles productions, toujours dans une ambiance féerique.

## Membres Live
- Héctor Corcín : Clavier
- Svetlana Tovstukha : Cello
- Biel Fiol : Cello
- Kelly Miller : Harpe, Chœurs
- Maite Itoiz : Guitare, Chœurs